# Наньчэн
Наньчэ́н (кит. упр. 南城, пиньинь Nánchéng, буквально: «южное укрепление») — уезд городского округа Фучжоу провинции Цзянси (КНР).

## История
Уезд был создан ещё во времена империи Хань, в 202 году до н. э., став одним из первых уездов на территории современной провинции Цзянси.
Во времена империи Сун в 978 году был создан Цзяньчанский военный округ (建昌军), власти которого разместились в уезде Наньчэн. После монгольского завоевания и образования империи Юань он был преобразован в Цзяньчанский регион (建昌路). В 1369 году Цзяньчанский регион был поднят в статусе и стал Чжаочанской управой (肇昌府), а затем был переименован в Цзяньчанскую управу (建昌府). После Синьхайской революции в Китае была проведена реформа структуры административного деления, в ходе которой управы были упразднены, поэтому в 1913 году Цзяньчанская управа была расформирована.
После образования КНР в 1949 году был создан Специальный район Фучжоу (抚州专区), и уезд вошёл в его состав. В 1952 году Специальный район Фучжоу был переименован в Специальный район Наньчэн (南城专区), но затем ему было возвращено прежнее название. В 1970 году Специальный район Фучжоу был переименован в Округ Фучжоу (抚州地区).
Постановлением Госсовета КНР от 23 июня 2000 года округ Фучжоу был преобразован в городской округ.

## Административное деление
Уезд делится на 9 посёлков и 3 волости.